# 朱惟燫
秦端王朱惟燫（？—1540年代），明朝第十代秦王秦宣王朱懷埢的父親，輔國將軍朱秉柎之子。

## 生平
朱惟燫在何年受封奉國將軍已不可考。嘉靖二十三年（1544年），秦定王朱惟焯去世，無子，其继妃林氏奏以朱惟燫之子朱懷埢主丧、管府事。朱懷埢自請主丧，而讓管理府事與其父，嘉靖帝允之。嘉靖二十五年（1546年），朱惟燫上奏朝廷請求進封自己為秦王，但並未獲許，且被遣歸本府。嘉靖帝下敕改由朱懷埢管理秦府事，待终丧袭封。
嘉靖二十七年（1548年），朱懷埢嗣封秦王。嘉靖二十八年（1549年），追封朱惟燫為秦王，諡號端。可见此时他已经去世。

## 家庭
- 妻：田氏，初封淑人，嘉靖二十八年（1549年）追封秦端王妃[2]。
- 妾：李氏，嘉靖二十八年（1549年）封秦端王次妃[3]。
- 庶子：秦宣王朱懷埢
- 庶長女：廣陵鄉君（1525年－1552年），儀賓王依明[4]